# Simeon I. (Patriarch)
Simeon I. († 9) bzw. Schim'on ben Hillel (שמעון בן הלל) war ein jüdischer Patriarch.

## Leben
Simeon I. war ein direkter Nachkomme von König David. Der Patriarch war ein Tannait, d. h. ein Lehrer der Mischna der ersten Generation und Fürst des Sanhedrin. Nach dem Tod seines Vaters Hillel im Jahre 9 übernahm Simeon I. das Amt des Patriarchen. Allerdings starb Simeon I. noch im selben Jahr. Als Simeon I. starb, wurde sein Sohn Gamaliel I., genannt „der Alte“, Patriarch.